# Локи (1-й сезон)
Первый сезон американского телесериала «Локи» (2021), основанного на комиксах Marvel с участием одноимённого персонажа. В этом сезоне Локи приводят в таинственное «Управление временными изменениями» (УВИ) в результате кражи Тессеракта и создания альтернативной реальности во время событий фильма «Мстители: Финал» (2019), где его заставляют помочь поймать опасную альтернативную версию самого себя. Действие сериала разворачивается в медиафраншизе «Кинематографическая вселенная Marvel» (КВМ) и он напрямую связан с фильмами и телесериалами франшизы. Производством сезона занималась Marvel Studios, главным сценаристом выступил Майкл Уолдрон, а режиссёром — Кейт Херрон.
Том Хиддлстон вновь исполняет свою роль Локи из предыдущих фильмов КВМ; главные роли также исполняют Гугу Мбата-Роу, Вунми Мосаку, Юджин Кордеро, Тара Стронг, Оуэн Уилсон, София Ди Мартино, Саша Лэйн, Джек Вил, Деобия Опарей, Ричард Э. Грант и Джонатан Мейджорс. В ноябре 2018 года компания Marvel Studios официально объявила, что «Локи» — один из различных сериалов Disney+, находящихся в разработке, а также подтвердила участие Хиддлстона. Съёмки начались в феврале 2020 года в Атланте (Джорджия), но были приостановлены в марте 2020 года из-за пандемии COVID-19. Действие сериала происходит после событий фильма «Мстители: Финал», в котором альтернативная версия Локи создала новую новую линию времени в результате незапланированной кражи Тессеракта. Сезон имеет тон криминального триллера, и подготавливает почву для событий фильмов КВМ «Доктор Стрэндж: В мультивселенной безумия» (2022) и «Человек-муравей и Оса: Квантомания» (2023).
Премьера первого сезона, состоящего из шести эпизодов, состоялась на Disney+ 9 июня 2021 года; сезон завершился он 14 июля 2021 года. Он является частью Четвёртой фазы КВМ. Сезон получил положительные отзывы, с особой похвалой за актёрскую игру, музыку и визуальные эффекты. Второй сезон был подтверждён в июле 2021 года.

## Эпизоды
| № общий | № в сезоне | Название                                                | Режиссёр    | Автор сценария              | Дата премьеры |
| --- | ---------- | ------------------------------------------------------- | ----------- | --------------------------- | ------------- |
| 1 | 1          | «Glorious Purpose» «Славная миссия»                     | Кейт Херрон | Майкл Уолдрон               | 9 июня 2021   |
| После битвы за Нью-Йорк 2012 года альтернативная версия Локи сбегает с помощью Тессеракта в пустыню Гоби и создаёт новую временную линию. Но бога обмана арестовывают агенты организации «Управление временны́ми изменениями» (УВИ), которые перезапускают созданную линию времени и забирают Локи в штаб-квартиру. В штаб-квартире организации Локи узнаёт о том, что УВИ создали Хранители времени, и что его действия нарушили стабильность течения времени. Локи предстаёт перед судьёй Равонной Ренслейер, которая обвиняет его в преступлениях против «Священной линии времени». Бог обмана, в свою очередь, обвиняет в произошедшем с ним Мстителей, которые отправились в путешествие во времени. Однако Ренслейер заявляет, что миссия Мстителей «должна была» случиться, а побег Локи — нет. Агент Мобиус М. Мобиус вступается за Локи и забирает его с собой. Мобиус отводит Локи в Театр Времени, и просматривает вместе с Локи прошлые злодеяния последнего. Мобиус сомневается в истинных мотивах его поступков. Агент раскрывает, что Локи, в предначертанном будущем, неосознанно становится причиной гибели своей приёмной матери Фригги. Локи пытается сбежать, но, осознав, что УВИ настолько сильна, что подавляет силу даже Камней Бесконечности, он возвращается в Театр Времени и, просматривая будущие события, узнаёт о собственной гибели от рук Таноса. Локи осознаёт пустоту своих намерений и соглашается помочь Мобиусу в защите Священной линии времени от собственной альтернативной версии, которая убивает охотников УВИ. |            |                                                         |             |                             |               |
| 2 | 2          | «The Variant» «Вариант»                                 | Кейт Херрон | Элисса Карасик              | 16 июня 2021  |
| В 1985 году в Ошкоше, Висконсин, беглый «вариант» Локи устраивает засаду охотникам УВИ. Локи, Мобиус и группа охотников выдвигаются на место, но Мобиус понимает, что Локи лишь тянет время, чтобы заслужить встречу с Хранителями Времени, и временную линию приходится перезапустить. Мобиус, однако, убеждает судью Ренслейер дать Локи ещё один шанс. Локи проводит исследование и выясняет, что беглый «вариант» скрывается в предначертанных апокалипсисах, таких, как Рагнарёк в Асгарде. Ведь всё, что происходит там, не может изменить временную линию и предотвратить апокалипсис; поэтому вариант и остаётся незаметным для детекторов УВИ. Локи и Мобиус подтверждают эту теорию в Помпеях в 79 году н.э. и вычисляют предполагаемое убежище беглеца: ураган в Алабаме в 2050 году. Охотники УВИ, Локи и Мобиус отправляются туда. Беглый вариант выслеживает их, используя силу одержимости над Охотником В-15 и двумя случайными мужчинами. Вариант отвергает предложение Локи о сотрудничестве в свержении Хранителей времени и самой УВИ. В итоге этим вариантом оказывается женская версия Локи. Телепортируя украденные у УВИ заряды перезапуска в различные точки вселенной, она одновременно создаёт бесчисленное количество новых временных ответвлений. Вариант открывает дверь времени с помощью Темпада и уходит. Локи следует за ней, оставляя Мобиуса в 2050 году. |            |                                                         |             |                             |               |
| 3 | 3          | «Lamentis» «Ламентис»                                   | Кейт Херрон | Биша К. Али                 | 23 июня 2021  |
| Локи следует за вариантом в УВИ, где они сталкиваются с судьёй Ренслейер. Затем два варианта случайно попадают в 2077 год на луну Ламентис-1, которая вскоре будет уничтожена столкновением с планетой. У темпада УВИ, который они использовали для перемещений, заканчивается энергия. Для его перезарядки требуется космический корабль «Ковчег», который предназначен для эвакуации богатых жителей Ламентиса. Два «варианта» пробираются на поезд, который направляется к кораблю. Локи привлекает внимание охранников и их выбрасывают с борта. До «Ковчега» они вынуждены идти пешком. Сильвия рассказывает, что агенты и охотники УВИ являются «вариантами» живых существ (как она и Локи), а не созданиями Хранителей Времени, как утверждает пропаганда УВИ. Также вариант говорит, что её зовут Сильвия. Два «варианта» добираются до «Ковчега», но в этот момент метеоритный дождь разрушает корабль, обрекая Сильвию и Локи на гибель. |            |                                                         |             |                             |               |
| 4 | 4          | «The Nexus Event» «Событие Нексуса»                     | Кейт Херрон | Эрик Мартин                 | 30 июня 2021  |
| На Ламентис-1 Сильвия рассказывает Локи о том, что, будучи ребёнком, была арестована УВИ, но смогла сбежать. В штаб-квартире УВИ Ренслейер сообщает Мобиусу о смерти Охотницы С-20 при неустановленных обстоятельствах. Тем временем, отношения Локи и Сильвии перерастают в романтические, что в условиях апокалипсиса и их общей природы создаёт временное ответвление. Агенты УВИ арестовывают их обоих. Мобиус помещает Локи во временную петлю к Сиф. Мобиус и Охотница B-15 после допросов Локи и Сильвии, соответственно, понимают, что они и все работники УВИ — варианты. Мобиус, после доказательства в Темпаде Равонны, освобождает Локи из временной петли, но в комнате допроса они сталкиваются с Ренслейер, которая отдаёт приказ об удалении Мобиуса. Ренслейер сопровождает Локи и Сильвию к Хранителям Времени. В процесс казни вмешивается Охотница В-15 и начинается драка. Сильвия оглушает Ренслейер и отрубает голову одному из Хранителей, которые оказываются тремя андроидами. Ренслейер приходит в себя и удаляет Локи из временной линии. В гневе Сильвия требует от Равонны рассказать всю правду. В сцене после титров, Локи просыпается в неизвестных землях, окружённый четырьмя другими своими вариантами. |            |                                                         |             |                             |               |
| 5 | 5          | «Journey into Mystery» «Путешествие в тайну»            | Кейт Херрон | Том Кауффман                | 7 июля 2021   |
| Сильвия узнаёт от Ренслейер, что Локи оказался в Пустоте, измерении в конце времён, куда попадают все якобы удалённые временные линии и их варианты. Сильвия пытается спасти Локи, крадёт темпад Ренслейер и удаляет саму себя. С помощью Мобиуса, удалённого ранее, она сбегает от Алиота, существа, которое не позволяет никому покинуть Пустоту. Тем временем, другие варианты Локи спасают и его от Алиота. Хвастливый Локи выдаёт их убежище дюжине других вариантов во главе с Президентом Локи. Начинается драка; Локи, Классический Локи, Ребёнок Локи и Аллигатор Локи сбегают. Локи воссоединяется с Сильвией; она предлагает попытаться зачаровать Алиота: это может привести к тому, кто стоит за созданием УВИ. Мобиус с помощью темпада Равонны возвращается в УВИ. Классический Локи, жертвуя собой, отвлекает Алиота, создав иллюзию Асгарда, а Локи и Сильвии удаётся зачаровать существо. Они следуют в открывшееся неизвестное измерение, заметив там некую крепость. |            |                                                         |             |                             |               |
| 6 | 6          | «For All Time. Always.» «Ради всего времени. Навсегда.» | Кейт Херрон | Майкл Уолдрон и Эрик Мартин | 14 июля 2021  |
| Мисс Минуты встречает Локи и Сильвию в Цитадели в Конце Времён. Она передаёт, что её хозяин, «Тот, кто остаётся», обещает вернуть их в «Священную линию времени», гарантируя власть и счастье. Тем временем, Ренслейер отправляется на поиски «свободы воли». «Тот, кто остаётся» приветствует Локи и Сильвию и рассказывает им, что та самая война Мультивселенной была вызвана противоборством его собственных вариантов. После этого он изолировал временную линию и создал УВИ, чтобы предотвращать рождение своих альтернативных версий. Тем временем, «Священная линия времени» начинает разветвляться. «Тот, кто остаётся» предлагает Локи и Сильвии выбор. Они могут убить его, положив конец «Священной линии времени», что может привести к новой войне в Мультивселенной, либо они могут заменить его в качестве преемников и управлять временем и УВИ. Сильвия решает убить «Того, кто остаётся», а Локи пытается остановить её. В итоге они примиряются и целуются. Однако Сильвия отправляет Локи через портал обратно в УВИ, убивает «Того, кто остаётся» и освобождает Мультивселенную. В штаб-квартире УВИ Локи находит Мобиуса и Охотницу B-15 и предупреждает их о том, что варианты «Того, кто остаётся» вскоре начнут новую войну Мультивселенной, однако Мобиус не узнаёт Локи. С балкона Локи видит статую одного из вариантов, заменившего статуи Хранителей Времени. |            |                                                         |             |                             |               |

## Актёры и персонажи
| - Том Хиддлстон — Локи - Хиддлстон также исполняет роль Президента Локи - Гугу Мбата-Роу — Равонна Ренслейер - Мбата-Роу также исполняет роль Ребекки Турминет - Вунми Мосаку — Охотник B-15 - Юджин Кордеро — Кейси / Охотник K-5E - Тара Стронг озвучивает Мисс Минуты - Оуэн Уилсон — Мобиус М. Мобиус - София Ди Мартино — Сильвия - Саша Лэйн — Охотник C-20 - Джек Вил — Ребёнок Локи - ДеОбия Опарей — Хвастливый Локи - Ричард Э. Грант — Классический Локи - Джонатан Мейджорс — Тот, кто остаётся - Мейджорс также озвучивает Хранителей времени | - Нил Эллис — Охотник D-90 - Джейми Александр — Сиф (в титрах не указана) - Крис Хемсворт озвучивает Трога (в титрах не указан) |

## Производство

### Разработка

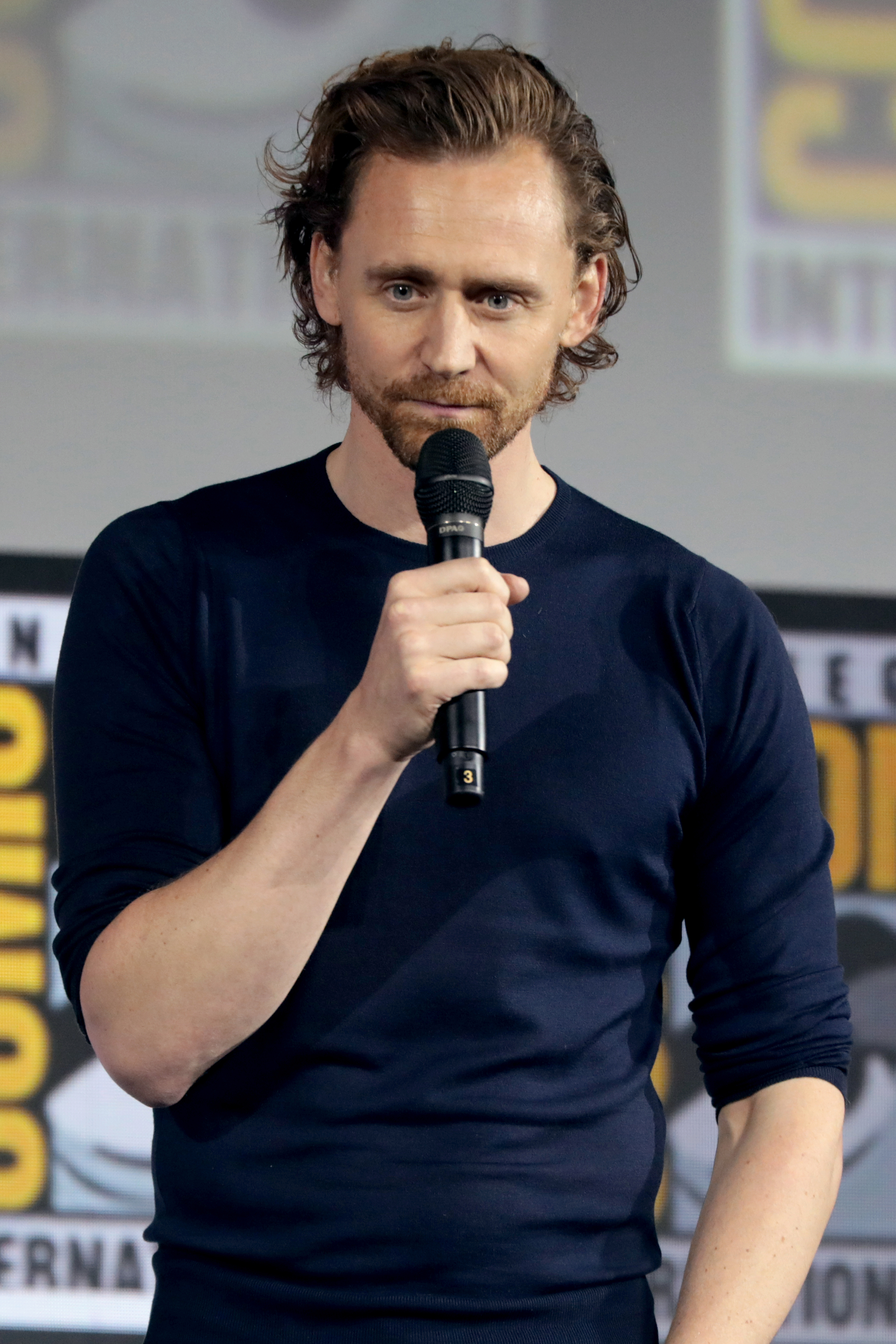
Том Хиддлстон на San Diego Comic-Con в 2019 году

В ноябре 2018 гендиректор Disney Боб Айгер подтвердил, что сериал, посвящённый Локи, находится в разработке, и что ожидалось, что Том Хиддлстон вновь исполнит свою роль из фильмов Кинематографической вселенной Marvel (КВМ). В феврале 2019 года в качестве главного сценариста и исполнительного продюсера сериала был нанят Майкл Уолдрон, и он также должен был написать сценарий к первому эпизоду. Уолдрон чувствовал, что сериал был возможностью для «хаоса и веселья», как например соединение Локи с историей Ди Би Купера, и его идея для сериала состояла в том, чтобы создать «большое, сумасшедшее, весёлое путешествие со временем», которое исследует новый уголок КВМ, причём каждый эпизод должен будет делать что-то неожиданное, что «взорвёт» представление зрителей о том, чем является этот сериал.:3 Уолдрон предположил, что зрители ожидали, что шоу будет похоже на «Квантовый скачок», причём Локи будет влиять на исторические события. Кейт Херрон, фанатка Локи, подготовила 60-страничный документ для своего выступления, чтобы стать режиссёром сериала, чувствуя, что проявление страсти к персонажу будет отличать её от более опытных режиссёров, которых рассматривали до неё. После разработки своей идеи во время нескольких интервью по Zoom с руководителями Marvel Studios Кевином Райтом и Стивеном Бруссардом, живущую в Лондоне Херрон доставили в Бербанк для встречи с главными руководителями, включая Файги, Викторию Алонсо и Луиса Д’Эспозито. Райт считал, что у задумки Херрон было «полное видение» того, как взять идеи для сериала и превратить их в нечто «совершенно уникальное» для КВМ.:2 В августе 2019 года Файги встретился с Херрон в Лондоне, чтобы предложить ей работу режиссёра сериала. В течение 48 часов она вылетела в Нью-Йорк, чтобы встретиться с Хиддлстоном и обсудить с ним персонажа, а затем отправилась на выставку Disney D23 Expo, где её объявили режиссёром и исполнительным продюсером. Частью согласия Херрон присоединиться к сериалу было обеспечение гендерного равенства среди съёмочной группы, особенно с руководителями отделов. Дэниелу Квану и Дэниелу Шайнерту также предлагали стать режиссёрами сезона, но они предпочли работать над своим собственным кинопроектом «Всё везде и сразу» (2022), который также имел дело с концепциями мультивселенной.
После того, как Уолдрон подписал контракт на то, чтобы стать сценаристом фильма «Доктор Стрэндж: В мультивселенной безумия» (2022) в феврале 2020 года, сценаристу Эрику Мартину было поручено заниматься повседневными потребностями сериала, в том числе быть ведущим сценаристом на съёмочной площадке, причём Уолдрон и Мартин позже сотрудничали над любыми переписываниями для сериала. Первый сезон состоит из шести эпизодов, которые длятся по 40-50 минут, в общей сложности составляя 280 минут. Помимо Уолдрона и Херрон, исполнительными продюсерами сериала выступили Файги, Д’Эспозито, Алонсо, Бруссард и Хиддлстон. В этом сезоне альтернативная версия Локи предстает перед таинственным Управлением временными изменениями (УВИ), чтобы помочь исправить линию времени и остановить большую угрозу, оказавшись в ловушке криминального триллера собственного производства, путешествуя во времени и изменяя человеческую историю.

### Сценарий
Элисса Карасик, Биша К. Али, Эрик Мартин, Том Кауффман и Джесс Дуэк выступили в качестве сценаристов сезона, работая в течение 20 недель над созданием сценариев сезона. Уолдрон счёл этот период сложным, потому что ему также пришлось написать пилотный эпизод, который обычно создаётся в отдельный период разработки, прежде чем нанимаются дополнительные сценаристы, чтобы установить мир сериала, задумывая элементы истории для остальных эпизодов. Основная структура сезона была определена в первые три недели работы, зная, что в первом эпизоде Локи будет допрошен, во втором будет «полицейская работа» с Мобиусом М. Мобиусом, в третьем — Локи и его женский вариант Сильвия будут на Ламентисе, в четвёртом — «раскрытие заговора», пятый эпизод будет проходить в Пустоте или «в какой-то её форме», а финальный эпизод будет в Цитадели конца времени.
Действие сезона разворачивается после фильма «Мстители: Финал», в котором Локи украл Тессеракт во время событий 2012 года из фильма «Мстители» (2012), что создало альтернативную временную линию, отличающуюся от событий основных фильмов КВМ. В этом сезоне этот «временной вариант» Локи путешествует во времени и изменяет человеческую историю, при этом сезон исследует вопросы «Куда переместился Локи, когда он подобрал Тессеракт? Сможет ли Локи когда-нибудь найти себе друга? И воссияет ли вновь солнце над ним?». Исследование альтернативных временных линий и мультивселенной позволило «Локи» представить версии других персонажей КВМ в дополнение к другим версиям Локи. Уолдрон также надеялся исследовать более сложные вопросы персонажа, такие как то, что делает человека «по-настоящему хорошим или по-настоящему плохим» и что делает героя героем или злодея злодеем. Он также добавил, что расположение сезона в альтернативной временной линии означало, что ему не нужно было иметь дело с «непосредственным горем и последствиями» «Финала», и вместо этого он мог «проложить немного нового следа в новый угол КВМ», что отличает его от двух предыдущих сериалов «Disney+» «Ванда/Вижен» и «Сокол и Зимний солдат» (2021), действие которых разворачивается вскоре после «Финала».
Часть задумки Уолдрона по исследованию нового уголка КВМ включала в себя введение организации «Управление временными изменениями» (УВИ), организации, которая следит за различными временными линиями Мультивселенной. Файги и Бруссард надеялись ввести УВИ в КВМ в течение многих лет, но подходящая возможность не представлялась до «Локи». Введение УВИ убедило Хиддлстона на создание сериала. Уолдрон чувствовал, что организация была забавной, потому что она представляет что-то «замечательное», как путешествие во времени, как что-то «бездушное» и бюрократическое. Херрон наполнила изображение сезоном УВИ деталями и знаниями из своего времени в качестве временного работника, а сценаристы добавили «забавные расцветы прекращённых вещей» из прошлого, к которым УВИ могло бы получить доступ, например, напитки 1990-х годов, такие как Josta и Boku. Также исследуются иерархия УВИ и её «внутренняя работа», причём в качестве отсылки на иерархию для Херрон послужил фильм «Подручный Хадсакера».
Наш подход к путешествиям во времени основывался на философии, согласно которой время всегда происходит. Таким образом, существует бесконечное количество случаев, когда время всегда происходит одновременно. Итак, мы с вами сейчас ведём этот разговор. Есть ещё один пример того, как мы разговаривали об этом 10 секунд назад. Есть ещё один пример того, как мы ведём этот разговор через 10 секунд в будущем. Как правило, эти три примера — вы могли бы буквально сказать, что все они в каком-то смысле разные вселенные[,] разные временные линии — все одинаковы. В каждый момент времени происходят незначительные колебания... различные перестановки и примеры [всегда] происходят. У УВИ есть свой собственный барометр, свой собственный показатель того, что представляет собой отклонение от базовой линии, как это должно происходить [чтобы произвести] Того, кто остаётся… Если вы увеличите масштаб линии времени, она не обязательно будет выглядеть как прямая линия. Она может выглядеть почти как переплетённые нити верёвки, колеблющиеся и торчащие то тут, то там. Когда это становится проблемой для УВИ, это когда, согласно их собственным правилам, когда что-то может разветвиться таким образом, что это действительно может привести к новой линии времени, которая может привести к новой версии Того, кто остаётся? Это практическая вещь, от которой они защищаются.
Сценаристы упорно трудились, чтобы продемонстрировать, как путешествия во времени работают в УВИ, чтобы зрители смогли легко понять концепцию и правила, расширяя метод, который был представлен в «Финале». Уолдрон чувствовал, что важно было сделать эту логику герметичной, потому что, будучи еженедельным сериалом, у зрителей будет неделя между каждым эпизодом, чтобы «разобраться во всём». Говоря о местах, посещённых в сезоне, Уолдрон надеялся подорвать ожидания зрителей по поводу того, как Локи появлялся в различных монументальных событиях в истории, вместо этого выбрав места, которые зрители знают, «но не знали хорошо, и, возможно, было бы интересно посмотреть».
Уолдрон также чувствовал, изучение точки зрения УВИ на время и реальность поможет изучить борьбу Локи с идентичностью. Он отметил, что персонаж не контролировал себя в ключевых моментах своей жизни на протяжении всех фильмов КВМ, и место УВИ, работающее с разными временными линиями, ещё больше выведет его из зоны комфорта. Уолдрон объяснил, что характер работы, которую делало УВИ, сделал организацию «уникально подходила для того, чтобы показать Локи зеркало и заставить его столкнуться с тем, кто он есть и кем он должен быть». Хиддлстон также чувствовал, что сезон был посвящён идентичности, а также трудностям самопознания и самопринятия, и «интеграции разрозненных фрагментов многих „я“, которыми Локи может быть», и указал на логотип сериала, который показывает название «Локи», которое меняет различные шрифты как указание на это. Кроме того, Хиддлстон верил, что «Локи» рассказывает о ценности времени и о том, чего оно стоит для человека. Бруссард заявил, что помимо путешествий во времени сезон расскажет историю о «человеке в бегах», а Уолдрон добавил, что в сезоне будет «неожиданное» качество научной фантастики, которое также исследует таинственные заговоры и искажение реальности. В «Локи» также присутствуют элементы детективного триллера об убийстве. Любовные истории также являются частью сезона, и Уолдрон выделил платоническую историю любви между Локи и Мобиусом, которая похожа на историю между персонажами Карлом Хэнрэтти и Фрэнком Абигнейлом-мл. в фильме «Поймай меня, если сможешь» (2002). В сезоне также Локи влюбляется в Сильвию. Это была большая часть задумки Уолдрона для сериала, отметив, что они не были уверены, что изображение Локи, влюбившегося в другую версию самого себя, было «слишком сумасшедшим». Далее он отметил, что «Локи» был «в конце концов о любви к себе, саморефлексии и прощении себя», и это «казалось правильным», чтобы сериал стал первой «настоящей историей любви» персонажа.
Уолдрон сказал, что сезон был структурирован как отдельные короткие рассказы, а не как шестичасовой фильм, разделённый на эпизоды, сравнивая свой подход с сериалами «Оставленные» и «Хранители». Сериал «Безумцы» был философским и эстетическим вдохновением для «Локи», поскольку Уолдрон считал, что это хороший пример «богатого изучения персонажа», к чему он стремился в «Локи». Другие вдохновениями стали «Перед рассветом» (1995), «Поймай меня, если сможешь», фильмы Квентина Тарантино, фильмы Дэвида Финчера, такие как «Семь» (1995) и «Зодиак» (2007), «Молчание ягнят» (1991), «История игрушек» (1995),
«Армагеддон» (1998), сериал «Остаться в живых» и сериал «Рик и Морти» (где Уолдрон был сценаристом). «Локи» не адаптирует конкретную сюжетную линию из комиксов, несмотря на появление различных отсылок к комиксам. История ребёнка Локи в «Journey into Mystery», написанная Кироном Гилленом, вдохновила Уолдрона, потому что она исследовала человечность персонажа в уязвимом пространстве, которое возможно только с ребёнком (и не обязательно потому, что в сезоне есть детская версия Локи).
В ноябре 2019 года Файги заявил, что сезон будет связан с фильмом «Доктор Стрэндж: В мультивселенной безумия», но до начала премьеры сезона он не подтвердил это или то, будет ли сезон связан с какими-либо другими проектами КВМ. Тем не менее, он сказал, что сезон будет «чрезвычайно важным» и «заложит основу» для будущего КВМ, оказав большее влияние на КВМ, чем «Ванда/Вижен» или «Сокол и Зимний солдат».:1 Уолдрон отметил, что, как и во всех проектах КВМ, цель состояла в том, чтобы «Локи» оказал «большое влияние» на всю франшизы. Он тесно сотрудничал с Джеффом Лавнессом, сценаристом фильма «Человек-муравей и Оса: Квантомания» (2023), поскольку этот фильм имеет дело с квантовым миром и тесно связан с Мультивселенной. Кроме того, Али выступила сценаристкой сериала, прежде чем стать главным сценаристом сериала Marvel Studios «Мисс Марвел» (2022). «Человеком за ширмой» УВИ оказывается «Тот, кто остаётся», вариант персонажа Канга Завоевателя из «Квантомании». Джонатан Мейджорс играет обе роли, и Уолдрон чувствовал, что было «очень логично» ввести Мейджорса в сезоне, так как Канг является «путешествующим во времени, мультивселенским противником» и станет «следующим большим злодеем в будущих фильмах». Финал первого сезона также готовит почву для событий фильма «Доктор Стрэндж: В мультивселенной безумия» и элементов фильма «Человек-паук: Нет пути домой» (2021). Бруссард и Райт также встретились с Брэдом Уиндербаумом, исполнительным продюсером мультсериала «Что, если…?», и соисполнительным продюсером «Ванда/Вижена» Мэри Ливанос, чтобы создать «книгу правил», касающуюся мультивселенной, её временных линий и событий нексуса. Чанселлор Агард из «Entertainment Weekly» сказала, что, в то время как некоторые проекты КВМ «имели дело с последствиями предыдущих работ», ни один из них никогда «не пытался сделать что-то настолько амбициозное, как это, в котором несколько фильмов имеют дело с проблемой, созданной одной вещью».

### Подбор актёров
В основной актёрский состав сезона входят Хиддлстон (Локи), Гугу Мбата-Роу (Равонна Ренслейер), Вунми Мосаку (Охотник B-15), Юджин Кордеро (Кейси и, позже, Охотник K-5E), Тара Стронг (голос Мисс Минуты), Оуэн Уилсон (Мобиус М. Мобиус), София Ди Мартино (Сильвия), Саша Лэйн (Охотник C-20), Джек Вил (Ребёнок Локи, ДеОбия Опарей (Хвастливый Локи), Ричард Э. Грант (Классический Локи) и Джонатан Мейджорс (Тот, кто остаётся).
Хиддлстон также исполняет роль Президента Локи, другого варианта Локи, который командует армией и не ладит с Ребёнком Локи. Хиддлстон назвал Президента Локи «худшим из плохой компании», описав его как «наименее уязвимого, самого автократичного и ужасно амбициозного персонажа, который, кажется, не испытывает сочувствия или заботы о ком-либо ещё». Мбата-Роу также исполняет роль Ребекки Турминет, заместителя директора школы во Фримонте, Огайо, в 2018 году. Для Мбата-Роу было «сногсшибательным» узнать то, что в разное время существовали разные варианты Ренслейер. Мэйджорс также озвучивает Хранителей времени, что является отсылкой к «Волшебнику страны Оз», где они являются Волшебником, а «Тот, кто остаётся» — «человеком за ширмой». Мейджорсу показали дизайн каждого из Хранителей, и он попытался сделать так, чтобы каждый из них звучал по-разному.
К декабрю 2020 года появились сообщения, что у Джейми Александр может потенциально исполнить роль Сиф из фильмов про Тора; она появляется в сериале в эпизодической роли, но в титрах не указана. Крис Хемсворт, который играет Тора в КВМ, также озвучивает Трога (Лягушку Тора), и он тоже в титрах не указан.

### Дизайн
Херрон работала с художником по костюмам Кристин Вада, чтобы создать костюмы, которые были «внешним отражением внутренней истории» и отражали бы «износ» на протяжении всего сериала. У Локи есть множество костюмов в сериале, которые отражают его путешествие.:10–11 Внешность Мобиуса в сериале должна была напоминать редактора Marvel Comics Марка Грунвальда, который был «лучшим экспертом по непрерывности» Marvel; в комиксах каждый член УВИ должен был быть клоном Грунвальда. Херрон поначалу представляла себе Мобиуса неряшливым, но они с Уилсоном решили, что это не сработает. Уилсон вспомнил время, когда он был в «Saturday Night Live» с серебряными волосами, и почувствовал, что это было бы интересным направлением для персонажа; это в конечном итоге стало частью внешнего вида персонажа. Ди Мартино отметила, что «слегка потрёпанный» костюм Сильвии и ободок со сломанным рогом должны были помочь отразить её жизнь, и что ободок и костюм были похожи на дизайн Леди Локи, который появляется в серии комиксов «Loki: Agent of Asgard». Вада добавила скрытые молнии к костюму Ди Мартино, чтобы она могла кормить грудью на съёмочной площадке, так как Ди Мартино начала работать над сериалом через четыре месяца после родов.
Для дизайна УВИ Херрон черпала визуальное вдохновение из фильмов «Метрополис» (1927), «Бегущий по лезвию» (1982) и «Автостопом по галактике» (2005), а также из бруталистской архитектуры юго-восточного Лондона, чтобы смешать со «стилем среднего запада» сериала «Безумцы». Она также обратила внимание на «ретро-футуристические» видеоряды из «Бразилии» (1985). Из комиксов Херрон привлекли «эти удивительные изображения столов, уходящих в бесконечность», чтобы включить их в дизайн УВИ. Художник-постановщик Касра Фарахани имел те же склонности, что и Херрон, к дизайну УВИ, отдельно чувствуя, что «Бразилия» будет хорошим вдохновением, поскольку этот фильм «похож на эту большую бюрократию, раздавливающую личность». Как и в случае с бруталистской архитектурой, к которой была привлечена Херрон, Фарахани также обращался к восточноевропейскому модернизму середины века под влиянием СССР, а также к американскому модернизму середины века для «обшивки, палитры и причудливых узоров» внутри УВИ. Некоторые части УВИ построены из того же камня, из которого построена Цитадель конца времени. Целью Фарахани было создать пространство, в котором «вы не можете сразу сказать, является ли это тёплым и дружелюбным местом или это место, которое хочет вас уничтожить».
УВИ включает в себя «сложные потолки», и Фарахани работал вместе с оператором Отем Дюральд Аркапоу, чтобы включить в них освещение; когда Аркапоу снимала под низким углом, он создавал «красивые графические кадры с динамичными формами почти на каждом фоне». Фарахани описал технологию УВИ так, как будто «аналоговая технология никогда не останавливалась, а цифровая технология никогда не появлялась», при этом аналоговая технология становится «всё более и более сложной»; это помогло создать анахроничное ощущение организации. Различные экраны в УВИ не имеют цвета, вместо этого они имеют монохроматический 8-битный оцифрованный вид. Большая часть технологии была создана на заказ из старых телевизоров и компьютеров, которые были объединены с «разрозненными, другими случайными элементами техники», в то время как ТемПады были вдохновлены часами-калькуляторами, а их интерфейсы вдохновлены приставкой Super Nintendo Entertainment System и Game Boy Camera. Мир за пределами офисов УВИ изображён как бесконечный город, вдохновлённый «Метрополисом» и образами бесконечных пространств из комиксов, которым Херрон хотела придать «в некоторым смысле нереальности, [потому что…] он не на планете и там нет солнца». Большинство локаций и декораций серии были построены на 360 градусов на звуковых сценах или на задней площадке, что дало Фарахани больший контроль над деталями и другими аспектами декораций. Дизайн финальных титров сериала был разработан компанией Perception, и он был вдохновлён фильмом «Семь».

### Съёмки
Съёмки начались 10 февраля 2020 года на студии «Pinewood Atlanta Studios» в Атланте, Джорджия,:9 где режиссёром выступила Херрон, а Отем Дюральд Аркапоу выступила в качестве оператора.:2 Первый сезон снимался под рабочим названием «Architect». Оно было выбрано в качестве отсылки к Архитектору из фильма «Матрица: Перезагрузка» (2003), и чтобы оно послужило «предупреждением не повторять то, что было сделано до нас», поскольку большая часть сезона — это экспозиционный разговор, и они не хотели, чтобы он стал разговором между Нео и Архитектором в «Перезагрузке». У Херрон было сильное желание, чтобы «Локи» был любовным письмом к научно-фантастическим фильмам, таким как «Бразилия», «Метрополис», «Автостопом по галактике» и «Чужой» (1979). Она также черпала визуальное вдохновение из сериала «Телепузики» и взяла нуарное качество «Бегущего по лезвию». Аркапоу также черпала вдохновение из «Бегущего по лезвию», а также из «Зодиака» и «Клюта» (1971). Она использовала кадрирование и освещение, методы создания фильмов 70-х годов, чтобы помочь в повествовании, и очень сильно думала о том, «как персонажи перемещаются в пространстве», а также использовала дымовую машину. Она указала на «Парк юрского периода» (1993) в качестве примера «большой научной фантастики с сердцем», к которой стремился сериал.
Сериал был снят цифровые камеры «Sony Venice» с объективами вида Panavision anamorphic серии T. Аркапоу расширила и перенастроила эти объективы, чтобы урегулировать их качество бликов и фокусное расстояние. Съёмки проходили в мегаполисе Атланты в течение всего февраля. 14 марта съёмки сериала были приостановлены из-за пандемии COVID-19. Производство возобновилось на студии Pinewood Atlanta Studios в сентябре и завершилось 5 декабря 2020 года. Отель «Atlanta Marriott Marquis» был использован в качестве штаб-квартиры организации «Управление временными изменениями». На съёмочной площадке УВИ Аркапоу использовала рабочие матовые лампы накаливания в качестве основного освещения площадки. Другие места в Джорджии, которые были использованы для съёмок, включали карьер в северной Джорджии, который стал шахтёрским городом на Ламентисе-1, и пустой дисконтный магазин, который стал футуристическим супермаркетом «Roxxcart».:10 Технология StageCraft от Industrial Light & Magic не рассматривалась для сериала, и Фарахани заявил, что она не была «творчески суперважной» для желаемого.

### Пост-продакшн
Херрон начала редактировать то, что уже было снято во время остановки производства, что помогло проинформировать её, Мартина и Райта о том, что необходимо будет переработать или добавить, как только съёмки возобновятся, чтобы соответствовать предполагаемому тону сериала. Одним из таких аспектов были отношения Локи и Сильвии. Пол Цукер, Эмма Макклив и Калум Росс выступают в качестве монтажёров. Работа над сериалом была завершена 20 июня 2021 года. Визуальные эффекты были созданы компаниями «Cantina Creative», «Crafty Apes», «Digital Domain», «FuseFX», «Industrial Light & Magic», «Luma Pictures», «Method Studios», «Rise», «Rodeo FX» и «Trixter». Временные двери УВИ были вдохновлены сценой щитовой практики из «Дюны» (1984), причём было создано 150 версий того, как выглядели двери, чтобы проверить, какие из них будут работать лучше всего.

### Музыка
Композитор Натали Холт начала работать над «набором тем» для Локи, Мобиуса, УВИ и Сильвии в августе 2020 года, начав с музыки для финального эпизода и закончив первым эпизодом, что помогло ей создать «план» для её партитуры. Херрон использовала образцы музыки, которые Холт прислала ей до завершения саундтрека, чтобы помочь «сформировать тон» и эмоции сериала. Обе Холт и Херрон были заинтересованы в использовании терменвокса для главной темы сериала, при этом Холт считала, что «характер» инструмента подходит для сериала и партитуры. Чарли Дрейпер играл на терменвоксе при записи музыки, помогая Холт преобразовать партитуру в нижний диапазон низких частот инструмента. Музыка Холт сочетает в себе терменвокс с оркестром (в исполнении Будапештского кинооркестра), аналоговыми синтезаторами, звуками часов и скандинавскими народными инструментами, большая часть которых была создана и внесена удалённо, в то время как Холт работала в своей студии в Лондоне. В партитурах последних двух эпизодов также присутствует хор из 32 человек. Херрон сказала, что музыка Холт для «Локи» была «оперной и смелой», а также «очень многослойной и электронной с тёмной, странной энергией», которая хорошо подходила для персонажа.
Сравнивая Локи с персонажем Макиавелли, Холт хотела, чтобы его тема имела «весомость и классический вес» в дополнение к «звуку космической эры», и влиянием послужил синтезатор Moog Венди Карлос в фильме «Заводной апельсин» (1971), поскольку Холт видела сходство между Локи и главным героем этого фильма Алексом. Холт также хотела «сопоставить» и «соединить» тему Локи с темой УВИ. Звуки часов были включены, поскольку концепция времени занимала центральное место в сериале, и они появляются в теме УВИ, которую Холт хотела сделать «грандиозной, почти как религиозный опыт» с «этими огромными набуханиями струн» и «украшениями и величественными жестами», черпая вдохновение из музыкального произведения «Полёт валькирий» Рихарда Вагнера. Тема имеет «слегка зернистый, выцветший [и] винтажный научно-фантастический звук», чтобы отразить аналоговую природу УВИ, и Холт создала «демо-версию с низким уровнем звука» темы, которая в основном состояла из синтезаторов и имела аналоговый звук на плёнке, который был сохранён для начальных титров, в то время как полная оркестровая версия темы использовалась для финальных титров.
Норвежские инструменты, в том числе хардингфеле и струнная никельхарпа, использовались для представления Асгарда и матери Локи, Фригги, а также для темы Сильвии, которую Холт описала как «очень мрачную, оркестровую, движущую и убийственную». Темы Сильвии и Фригги связаны, и Холт хотела «чувствовать это чувство прошлого, чувство истории и эту эмоциональную основу» между ними. Тема Фригги изначально была написана на скрипке, а норвежский игрок Эрик Рюдвалл помог Холт, сыграв тему на хардингфеле и добавив «немного сердца» и народной орнаментации. Для Мобиуса Холт слушала Bon Jovi и другую рок-музыку 1990-х годов, чтобы создать его «звуковую палитру», в то время как тема Ренслейер «похожа на высокий орган» и связана с темой Мобиуса. Тема Охотника B-15 была основана на барабанном ритме, при этом Холт пробовала свой голос в разных слоях, чтобы создать «этот ужасный скользящий звук с этим движущим ритмом под ним».
Marvel Music и Hollywood Records выпустили музыку к первому сезону в цифровом виде в двух альбомах: музыка из первых трёх эпизодов была выпущена 2 июля 2021 года, а музыка из последних трёх эпизодов вышла 23 июля. Трек из финальных титров под названием «TVA» был выпущен в качестве сингла 11 июня.
| №                   | Название                                  | Музыка                               | Длительность |
| ------------------- | ----------------------------------------- | ------------------------------------ | ------------ |
| 1.                  | «TVA»                                     |                                      | 2:28         |
| 2.                  | «New York, 2012»                          |                                      | 1:30         |
| 3.                  | «Gobi, 2012»                              |                                      | 3:00         |
| 4.                  | «TVA First View»                          |                                      | 1:06         |
| 5.                  | «Loki Green Theme»                        |                                      | 2:24         |
| 6.                  | «Loki Processing»                         |                                      | 2:16         |
| 7.                  | «Aix-En-Provence, 1549»                   |                                      | 2:34         |
| 8.                  | «Miss Minutes»                            |                                      | 2:00         |
| 9.                  | «Mischievous Scamp»                       |                                      | 1:28         |
| 10.                 | «Dangerous Variant»                       |                                      | 1:37         |
| 11.                 | «Frigga»                                  |                                      | 2:21         |
| 12.                 | «TVA Inner Workings»                      |                                      | 1:48         |
| 13.                 | «DB Cooper»                               |                                      | 1:35         |
| 14.                 | «Oshkosh, 1985»                           |                                      | 1:53         |
| 15.                 | «Catch Up»                                |                                      | 1:38         |
| 16.                 | «Jet Ski»                                 |                                      | 2:11         |
| 17.                 | «Glorious Purpose»                        |                                      | 2:34         |
| 18.                 | «The Archives»                            |                                      | 2:08         |
| 19.                 | «Salina, 1858»                            |                                      | 1:39         |
| 20.                 | «Roxxcart, 2050»                          |                                      | 2:06         |
| 21.                 | «I Miss Randy»                            |                                      | 1:52         |
| 22.                 | «Reset Charges»                           |                                      | 2:27         |
| 23.                 | «TVA Title Card»                          |                                      | 1:38         |
| 24.                 | «Very Full» (при участии Тома Хиддлстона) | Бенедикт Морсет и Эрленд О. Недтведт | 1:26         |
| 25.                 | «Lamentis-1, 2077»                        |                                      | 1:54         |
| Общая длительность: | Общая длительность:                       | Общая длительность:                  | 49:33        |

| №                   | Название                                                                           | Длительность |
| ------------------- | ---------------------------------------------------------------------------------- | ------------ |
| 1.                  | «Headless»                                                                         | 2:17         |
| 2.                  | «Temptation»                                                                       | 2:12         |
| 3.                  | «Pep Talk»                                                                         | 4:04         |
| 4.                  | «Wild»                                                                             | 4:05         |
| 5.                  | «Time Loop»                                                                        | 2:13         |
| 6.                  | «Lokius»                                                                           | 3:00         |
| 7.                  | «Alligator Bite»                                                                   | 3:11         |
| 8.                  | «God of Outcasts»                                                                  | 2:53         |
| 9.                  | «Reunion»                                                                          | 2:37         |
| 10.                 | «Secret Hide Out»                                                                  | 1:51         |
| 11.                 | «Goodbyes»                                                                         | 3:26         |
| 12.                 | «Living Storm»                                                                     | 2:18         |
| 13.                 | «Classic Builds» (включая элементы произведения «Полёт валькирий» Рихарда Вагнера) | 2:41         |
| 14.                 | «Time»                                                                             | 2:35         |
| 15.                 | «Pruned»                                                                           | 2:44         |
| 16.                 | «Ravonna’s Mission»                                                                | 2:07         |
| 17.                 | «B15’s Memories»                                                                   | 1:24         |
| 18.                 | «Ohio, 2018»                                                                       | 2:55         |
| 19.                 | «Fibbed»                                                                           | 4:12         |
| 20.                 | «Stop»                                                                             | 3:17         |
| 21.                 | «Be»                                                                               | 4:58         |
| 22.                 | «Back in the TVA»                                                                  | 2:12         |
| 23.                 | «He Who Remains»                                                                   | 2:55         |
| Общая длительность: | Общая длительность:                                                                | 1:06:17      |

## Маркетинг
Избранным членам маркетинговой команды Disney был предоставлен доступ к сценариям и информации о сериале, когда он начал сниматься, чтобы начать разработку своей маркетинговой кампании на основе даты её выхода. Асад Аяз, президент по маркетингу Walt Disney Studios, и его команда тесно сотрудничали с Файги, Д’Эспозито, Херрон и Уолдроном, чтобы определить, какая информация будет частью кампании, координируя усилия предыдущих сериалов Disney+, которые выходили до «Локи», чтобы дать им «подходящее время». Реклама сериала, «Сокола и Зимнего солдата» и «Ванда/Вижена» была показана во время Супербоула LIV. Джулия Александр из The Verge сказала, что отснятый материал «был небогатым», но предложил «достаточно отблесков, чтобы подразнить фанатов». Хейли Фаутч из Collider чувствовала, что из всех рекламных роликов Супербоула, марвеловские «полностью затмили собой всё» и дали «много поводов, чтобы быть в восторге».
Трейлер сериала был выпущен во время Дня инвестора Disney в декабре 2020 года. В Polygon сказали, что «Локи» «наконец-то чувствуется отвязанным от приземлённых подходов ранних фильмов о Торе», и, основываясь на содержании трейлера и учитывая, что сериал имеет дело с альтернативными реальностями, сериал может «объяснить» некоторые явления, как например то, что Локи является Д. Б. Купером, или в нём могут присутствовать миры, где городские легенды, такие как вымышленная игра «Polybius», существуют. Джон Бун из «Entertainment Tonight» назвал трейлер «сумасшедшим первым взглядом». Хоай-Тран Буй из /Film сказала, что сцены в трейлере были «очень интригующими, загадочными вещами», и была удивлена, узнав, что сериал является чем-то большим, чем «просто скачущим во времени сериалом, каким мы его представляли», и что он будет иметь дело «с таинственными заговорами и организациями, изменяющими реальность».
Второй трейлер к сериалу был выпущен 5 апреля 2021 года. Чарльз Пуллиам-Мур из «i09» назвал трейлер «масштабным, прыгающим во времени приключением с обещанием стать следующей большой эпопеей Disney+». Коллега Пуллиам-Мура, Джеймс Уиттбрук, сказал, что трейлер был «силён в загадках» и был более ясным, чем первый, о роли УВИ в сериале, но всё ещё было неясно, что Локи получил «помимо шанса ввести свой собственный бренд хаоса через всю мультивселенную временных линий». Остин Гослин из Polygon сказал, что, похоже, Локи посетит прошлые памятные моменты из фильмов КВМ, назвав «Локи» «научно-фантастическим сериалом про ограбление и прыжки во времени». Буй чувствовала, что этот трейлер дал лучшее понимание того, как Локи будет связан с УВИ, чем первый трейлер.
В мае 2021 года был показан постер сериала, на котором изображены Локи, Мобиус М. Мобиус, Равонна Лексус Ренслейер и Охотник B-15, а также «Мисс Минуты», мультяшные оранжевые часы, которые являются талисманом УВИ. Обозревателей привлекла Мисс Минуты, думая, что это будет новым любимым персонажем зрителей, причём Крису Эванджелиста из /Film понравился талисман, несмотря на его странность и на то, что Эванджелиста не был убеждён, что это часы. Эрин Брэди из «Collider» думала, что Мисс Минуты попытается «украсть славу Малыша Йоды», в то время как Адель Анкерс из IGN полагала, что талисман был намёком на различные реальности, которые будет исследовать сериал, несмотря на то, что она не знала, какую роль будет играть Мисс Минуты в сериале. Два эпизода сериала «Marvel Studios: Легенды» были выпущены 4 июля 2021 года, где были исследованы Локи и Тессеракт, используя кадры из их предыдущих появлений в фильмах КВМ. 9 июля на площади Маркиза де Помбала в Лиссабоне дебютировала керамическая работа Жоао Лемуша и керамической фабрики Viúva Lamego. Разработка кампании для телесериала потребовала, чтобы Аяз и его команда знали о спойлерах в преддверии в выхода «Локи», в то время как новые маркетинговые материалы, выпущенные после эпизодов, охватывали персонажей или моменты, показанные в предыдущем эпизоде. В июне 2021 года был анонсирован короткометражный фильм «Добро, Барт и Локи» из мультсериала «Симпсоны», который вышел одновременно с «Путешествием в тайну» на Disney+. В короткометражке Локи объединяется с Бартом Симпсоном в кроссовере, который отдаёт дань уважения героям и злодеям КВМ. Хиддлстон вновь исполняет роль Локи в короткометражке.
В январе 2021 года Marvel объявила о своей программе «Marvel Must Haves», которая показывает новые игрушки, игры, книги, одежду, домашний декор и другие товары, связанные с каждым эпизодом «Локи» каждый понедельник после выхода эпизода. Первый товар был представлен 7 июня 2021 года, который включал Funko Pops, фигурки Marvel Legends, булавки, одежду и аксессуары для сериала, в то время как General Mills и Marvel объявили, что выпустят 3500 специально оформленных коробок хлопьев «Lucky Charms» под названием «Loki Charms» в тот же день, что и выпуск сериала. Товары «Must Haves» для эпизодов начали выпускать 11 июня, и это завершилось 16 июля. Позже в том же месяце компания Hyundai Motor выпустила рекламный ролик с участием Хиддлстона в роли Локи, продвигающего сериал и Hyundai Tucson. Рекламный ролик был спродюсирован Marvel, как и в случае с аналогичными рекламными роликами для сериалов «Ванда/Вижен», «Сокол и Зимний солдат» и «Что, если…?», и он должен был рассказать историю, действие которой происходит в рамках повествования сериала. Ролик получил 2 миллиона просмотров в течение 24 часов после его выхода. С выпуском каждого эпизода обновляются внешний вид и костюмы Локи на Avengers Campus в Диснейленде, чтобы отразить события эпизода.

## Показ
Премьера первого сезона состоялась на «Disney+» 9 июня 2021 года, выходя еженедельно по средам, и первый сезон из шести эпизодов завершился 14 июля. Он является частью Четвёртой фазы КВМ. Первоначально выпуск сериала был запланирован на май 2021 года, пока его не перенесли на 11 июня 2021 года, а затем на два дня до этого.

## Реакция

### Зрительская аудитория
Генеральный директор Disney Боб Чапек объявил, что «Славная миссия» стала самой популярной премьерой сериала для стримингового сервиса в первую неделю его показа. Компания Nielsen Media Research, которая измеряет количество минут, просмотренных аудиторией США по телевизору, назвала «Локи» третьим самым просматриваемым оригинальным сериалом на стриминговых сервисах за неделю с 7 по 13 июня, при этом «Славная миссия» собрала 731 миллион просмотренных минут, что больше, чем у премьеры «Сокола и Зимнего солдата» (495 миллионов минут) и «Ванда/Вижена» (434 миллиона). Согласно Samba TV, «Ради всего времени. Навсегда.» посмотрели 1,9 миллиона домохозяйств в США с 14 по 18 июля, превзойдя финалы сериалов «Ванда/Вижен» (1,4 миллиона) и «Сокол и Зимний солдат» (1,7 миллиона). В мае 2022 года Файги объявил, что «Локи» был самым просматриваемым сериалом Disney+ от Marvel Studios на сегодняшний день.

### Реакция критиков
| Графики недоступны из-за технических проблем. См. информацию на Фабрикаторе и на mediawiki.org. - «Локи» (2021): Процент положительных отзывов на сайте Rotten Tomatoes |

На сайте Rotten Tomatoes сериал имеет рейтинг 92 % со средней оценкой 7,9/10 на основе 338 отзывов. Консенсус критиков гласит: «„Локи“ является блестящим ответвлением от КВМ, какой мы её знаем. Сериал необычен, очарователен и смутно опасен, как и сам полубог Локи. Играющий его Том Хиддлстон переходит от роли любимого злодея к роли милого антигероя — с небольшой помощью Оуэна Уилсона». На Metacritic средневзвешенная оценка сериала составляет 74 из 100 на основе 32 отзывов, что указывает на «преимущественно положительные отзывы».
В первых двух эпизодах обозреватели быстро выделили болтовню и отношения между Локи Хиддлстона и Мобиусом Уилсона как лучшие моменты сериала. Также высоко были оценены различные элементы дизайна «Локи», в частности работа художника-постановщика Касры Фарахани, и операторская работа Отем Дюральд Аркапоу.
Мэтт Уэбб Митович из TVLine дал первым двум эпизодам оценку «В+». Он чувствовал, что Хиддлстон «легко возвращается» в эту версию Локи, и объяснил, что болтовня между Хиддлстоном и Уилсоном было «значительным улучшением по сравнению с тем, что делал „Сокол и Зимний солдат“». В завершение Митович сказал, что, как только предпосылка была установлена, «Локи» становится «очень весёлым», и каждый эпизод «строится на дразнящем, двустороннем раскрытии… которое открывает всевозможные возможности» для оставшейся части сериала. Дэниел Финберг из «The Hollywood Reporter» сказал в своём обзоре: «После двух эпизодов „Локи“ находится в переломном моменте. Доведя всё до изнурительной степени, всё может быть выстроено так, чтобы стать действительно интересным — если и не безумным в стиле „Рика и Морти“, то, возможно, забавным в некоторых из способов разрыва временной линии недели [из] „Легенд завтрашнего дня“ от The CW… Или „Локи“ может просто состоять из многих разговоров Хиддлстона и Уилсона, которые всё ещё могут быть интересными в течение шести эпизодов». Ник Аллен из RogerEbert.com назвал «Локи» «захватывающим и по-настоящему вдохновённым дополнением к повествованию Marvel, которое раскручивает и запускает своего сложного злодея на оригинальную территорию с помощью путешествий во времени», добавив, что сериал «обязательно станет научно-фантастической жемчужиной».
В своём обзоре к первым двум эпизодам для «Variety», Кэролайн Фрамке была более сдержанна в отношении того, насколько успешным будет сериал, чувствуя, что «плотному» первому эпизоду нужно было многое рассказать, в то время как второй «был гораздо более увлекательным» и мог повеселиться, завершившись c дразнилкой «интригующего нового направления», хотя она предупредила, что сериал в конечном итоге может «не отклоняться от обычного сценария». Дав эпизодам оценку «С», Бен Трэверс из IndieWire считал, что сериал был «любым фильмом или телешоу, в котором власти нанимают преступника, чтобы помочь раскрыть сложное дело», с небольшим прогрессом в сюжете в первых двух эпизодах, вместо этого используя «исчерпывающие» объяснения. Он добавил: «„Локи“ на самом деле не столько о Локи, сколько о введении УВИ, логистике путешествий во времени и о том, как временная линия Четвёртой фазы КВМ в конечном итоге дойдёт до „Мультивселенной безумия“».
Музыка Холт для сериала также получила широкую похвалу, причём Джиллиан Унрау из GameRant заявила, что Холт «проделала выдающуюся работу по тому, чтобы музыка дополняла историю, а также была иконной сама по себе».
В своём обзоре к финальному эпизоду сезона, Кэролайн Сиде из A.V. Club чувствовала, что сериал был «одновременно непредсказуемым и странно простым; смелый в своих движениях, меняющих игру, но несущественный во многих вариантах повествования». Давая сезону 8 баллов из 10, Саймон Карди из IGN сказал, что по сравнению с двумя предыдущими сериалами Marvel Studios, которые были «более интроспективными», «Локи» повёл зрителей «в новые места, чтобы познакомиться с новыми людьми; не только делая просмотр сам по себе приятным, но и обеспечивая восхищение обещанием того, что будет». Карди похвалил выступление Хиддлстона, отметив, что его игра в версию персонажа 2012 года «делает его более интересным центральным элементом», а также похвалил Уилсона и Ди Мартино за их роли и химию с Хиддлстоном и оценил операторскую работу Аркапоу. В своём обзоре сезона Эндрю Уэбстер из The Verge объяснил, что «Локи» заставил его «забыть об остальной Кинематографической вселенной Marvel», так как это было «отличное произведение научной фантастики», которое было самой отдельной работой от КВМ на сегодняшний день, полагая, что это была хорошая точка входа в КВМ, поскольку это «лучшее из того, что может предложить жанр супергероев без всей домашней работы». Вебстер также похвалил актёров, которые выглядели так, будто им «было очень весело», отметив, что «Хиддлстон добавляет Локи глубины, которую мы ещё не видели … и у него есть магнитная химия как с Уилсоном, так и с Ди Мартино».

### Анализ
Ещё до выхода сериала Сэм Барсанти из The A.V. Club отметил, что возможность появления различных альтернативных версий Локи в сериале и продолжения в КВМ была «разумным способом сохранить присутствие Локи в КВМ, не беспокоясь о том, чтобы держать Хиддлстона под контрактом или продолжать объяснять, что этот Локи, хоть его и играет Хиддлстон, не тот Локи, которого убил Танос», и последует примеру «Ванда/Вижена» и «Сокола и Зимнего солдата», раскрывающих новые воплощения существующих героев. Барсанти был взволнован перспективой потенциально увидеть Старика Локи (по слухам, его играет Грант), героического ребёнка Локи (который мог быть ещё одним потенциальным членом команды Молодых Мстителей, которой подразнивала Marvel Studios) и, в частности, Леди Локи (по слухам, роль Ди Мартино). Поскольку Леди Локи «в целом более нераскаявшийся злодей, чем другие Локи», это был бы способ для Marvel Studios обновить персонажа Локи и заставить его быть злодеем, и при это не «[отрицая] рост, который прошёл Локи Хиддлстона». Хаим Гартенберг из The Verge полагал, что Локи чувствовался как «спин-офф с большой буквы» больше, чем «Ванда/Вижен» и «Сокол и Зимний солдат», оба из которых служили проводниками в художественные фильмы. Таким образом, будучи несколько более разобщённым, Marvel может дать возможность «сделать более самостоятельный сериал, который на самом деле может быть хорошим телешоу», полагая, что, как и в комиксах, самостоятельные истории иногда производят лучшие истории, чем «эпопеи с 1000 выпусками».
После первого эпизода Ричард Ньюби из «The Hollywood Reporter» полагал, что сериал обещает «грандиозное расширение» мира КВМ, которое «заменит всё, что Marvel Studios каждый раз пыталась сделать с одной работой [КВМ]», заявив, что «Локи» чувствовался «космически большим, но в то же время [всё ещё] глубоко личным». Конкретные предметы мира, за которыми Ньюби стремился следить, были Точки Нексуса, которые могли иметь связь с «Ванда/Виженом», и как они могли привести к созданию мультивселенных, а также к войне мультивселенной, которая могла бы быть ссылкой на будущее событие типа «Тайных войн», которое «перепишет реальность» и «по сравнению с этим сделает поиски Камней Бесконечности маленькими».
Бен Чайлд из «The Guardian» раскритиковал возвращение Локи как часть закономерности появления персонажей КВМ после их смерти на экране, ссылаясь на возвращение персонажей после Скачка, возвращение Наташи Романофф в приквеле «Чёрная вдова» и появления версий Вижена в «Ванда/Вижене», сказав, что это «портит великолепный пафос всех этих сцен» и что «все ставки сделаны на будущие методы воскрешения».
После серии «Событие Нексуса», в ходе которого выяснилось, что Хранители времени оказались аниматрониками, и Локи появляется в пустынном мире с другими вариантами Локи после того, как его удалили, Ньюби высказал мнение, что Потусторонний и Мир Битв могут повлиять на сериал. Адам Б. Вэри и Моника Мари Соррилья из «Variety» не согласились с Ньюби, указав, что в предыдущих сериалах Marvel Studios они не вплетали «сложных, совершенно новых персонажей в качестве центральных фигур», таких как Потусторонний, в конце сериала. Пара действительно верила, что Канг Завоеватель может быть фактором, поскольку персонаж «в комиксах это логично… [и] для КВМ», поскольку у него были более прочные связи с элементами «Локи», такими как отношения с Равонной в комиксах, и он появится в фильме «Человек-муравей и Оса: Квантомания», где его роль исполнит Мейджорс. В сериале появляется вариант Канга, «Тот, кто остаётся», роль которого также исполняет Мейджорс. Ньюби отметил, как на этот раз развернулись фанатские теории, но с «неожиданным поворотом». Зная, что Мэйджорс также появится в роли Канга, Ньюби был взволнован «уникальным шансом [Мейджорса]… играть различные версии одного персонажа, каждая из которых потенциально более пугающая, чем предыдущая». Дэвид Опи из Digital Spy раскритиковал введение «Того, кто остаётся», заявив, что он «появился совершенно из ниоткуда» для людей, не знакомых с комиксами, несмотря на то, что он признал, что предположения, связанные с появлением персонажа, были верными.

### Награды
| Награда                                         | Дата церемонии  | Категория | Номинант(ы) | Результат | Прим.           |
| ----------------------------------------------- | --------------- | --- | --- | --------- | --------------- |
| Dragon Awards                                   | 5 сентября 2021 | Лучший научно-фантастический или фэнтезийный телесериал | «Локи» | Номинация | [ 150 ]         |
| Харви                                           | 8 октября 2021  | Лучшая адаптация комикса/графического романа | «Локи» | Номинация | [ 151 ]         |
| World Soundtrack Awards                         | 23 октября 2021 | Телекомпозитор года | Натали Холт | Номинация | [ 152 ]         |
| Hollywood Music in Media Awards                 | 17 ноября 2021  | Саундтрек — телешоу/мини-сериал | Натали Холт | Номинация | [ 153 ]         |
| Премия Голливудской профессиональной ассоциации | 18 ноября 2021  | Лучшие визуальные эффекты | Дэн Делью, Дэвид Сигер, Александра Грин, Джордж Курувилья, Дэн Майер (за «Путешествие в тайну») | Номинация | [ 154 ]         |
| People’s Choice Awards                          | 7 декабря 2021  | Шоу 2021 года | «Локи» | Победа    | [ 155 ]         |
| People’s Choice Awards                          | 7 декабря 2021  | Телезвезда 2021 года | Том Хиддлстон | Победа    | [ 155 ]         |
| People’s Choice Awards                          | 7 декабря 2021  | Самое просматриваемое шоу 2021 года | «Локи» | Номинация | [ 155 ]         |
| People’s Choice Awards                          | 7 декабря 2021  | Научно-фантастическое/фэнтезийное шоу 2021 года | «Локи» | Номинация | [ 155 ]         |
| Премия Гильдии киноактёров США                  | 27 февраля 2022 | Лучший каскадёрский ансамбль в телесериалах | «Локи» | Номинация | [ 156 ]         |
| Премия Гильдии художников-постановщиков США     | 5 марта 2022    | Лучший художник-постановщик в сериале с привязкой к определенной исторической эпохе, или сериале в жанре фэнтези, снятом одной камерой (часовой хронометраж) | Касра Фарахани (за «Славная миссия») | Победа    | [ 157 ]         |
| Общество специалистов по визуальным эффектам    | 8 марта 2022    | Лучшие визуальные эффекты в фотореалистичном эпизоде | Дэн Дэлью, Эллисон Пол, Сандра Балей, Дэвид Сигер (за «Путешествие в тайну») | Номинация | [ 158 ]         |
| Общество специалистов по визуальным эффектам    | 8 марта 2022    | Лучшая виртуальная операторская работа в CG-проекте | «Гонка к Ковчегу» — Джесси Льюис-Эванс, Люк Эвери, Отем Дюральд Аркапоу, Скотт Инсктер (за «Ламентис») | Номинация | [ 158 ]         |
| Общество специалистов по визуальным эффектам    | 8 марта 2022    | Лучшая симуляция эффектов в эпизоде, рекламе или реалити-проекте                                                                                             | «Облако Алиота» — Джордж Курувилья, Менно Дайкстра, Мэттью Хэнгер, Цзийон Син (за «Путешествие в тайну») | Номинация | [ 158 ]         |
| Общество специалистов по визуальным эффектам    | 8 марта 2022    | Лучшая композиция и освещение в эпизоде | «Разрушение города Шуру» — Пол Чэпмен, Том Траскотт, Бьяджо Фильуцци, Аттила Салма (за «Ламентис») | Победа    | [ 158 ]         |
| Премия Гильдии художников по костюмам           | 9 марта 2022    | Лучшие костюмы в историческом или фэнтези-сериале | Кристин Вада (за «Путешествие в тайну») | Номинация | [ 159 ] [ 160 ] |
| MPSE Golden Reel Awards                         | 13 марта 2022   | Лучший звук — мини-сериал или антология | Дэвид Эйкорд, Мэттью Вуд, Кирстен Мэйт, Адам Копальд, Стив Сланек, Брэд Семенофф, Дэвид Фармер, Джоэл Раабе, Шелли Роден, Джон Роуш, Анеле Оньеквере, Нашиа Ваксман, Эд Гамильтон (за «Путешествие в тайну») | Номинация | [ 161 ]         |
| Critics' Choice Super Awards                    | 17 марта 2022   | Лучший супергеройский сериал | «Локи» | Номинация | [ 162 ]         |
| Critics' Choice Super Awards                    | 17 марта 2022   | Лучший актёр в супергеройском сериале | Том Хиддлстон | Победа    | [ 162 ]         |
| Critics' Choice Super Awards                    | 17 марта 2022   | Лучшая актриса в супергеройском сериале | София Ди Мартино | Номинация | [ 162 ]         |
| Critics' Choice Super Awards                    | 17 марта 2022   | Лучшая актриса в супергеройском сериале | Гугу Мбата-Роу | Номинация | [ 162 ]         |
| Critics' Choice Super Awards                    | 17 марта 2022   | Лучший злодей в сериале | Джонатан Мейджорс | Номинация | [ 162 ]         |
| Премия Гильдии сценаристов США                  | 20 марта 2022   | Драматический сериал | Биша К. Али, Элисса Карасик, Эрик Мартин, Майкл Уолдрон | Номинация | [ 163 ]         |
| Премия Гильдии сценаристов США                  | 20 марта 2022   | Новый сериал | Биша К. Али, Элисса Карасик, Эрик Мартин, Майкл Уолдрон | Номинация | [ 163 ]         |
| Nickelodeon Kids' Choice Awards                 | 9 апреля 2022   | Любимое семейное телешоу | «Локи» | Номинация | [ 164 ]         |
| Nickelodeon Kids' Choice Awards                 | 9 апреля 2022   | Любимая телезвезда (семья) | Том Хиддлстон | Победа    | [ 164 ]         |
| British Academy Television Craft Awards         | 24 апреля 2022  | Лучшая музыка | Натали Холт | Номинация | [ 165 ]         |
| ASCAP Composers' Choice Awards                  | 2 мая 2022      | Телемузыка года | Натали Холт | Номинация | [ 166 ]         |
| ASCAP Composers' Choice Awards                  | 2 мая 2022      | Телевизионная тема года | Натали Холт | Номинация | [ 166 ]         |
| MTV Movie & TV Awards                           | 5 июня 2022     | Лучшее шоу | «Локи» | Номинация | [ 167 ]         |
| MTV Movie & TV Awards                           | 5 июня 2022     | Прорыв года | София Ди Мартино | Победа    | [ 167 ]         |
| MTV Movie & TV Awards                           | 5 июня 2022     | Лучшая команда | Том Хиддлстон, София Ди Мартино и Оуэн Уилсон | Победа    | [ 167 ]         |
| Хьюго                                           | 4 сентября 2022 | Лучшая постановка, малая форма | Эрик Мартин, Кейт Херрон, Майкл Уолдрон (за «Событие Нексуса») | Ожидается | [ 168 ]         |

#### Кампания по номинации на премию «Эмми»
К апрелю 2022 года Marvel Studios и Disney решили представить «Локи» в различных категориях драматических сериалов на прайм-таймовую премию «Эмми», а не в категориях мини-сериалов. Ранее Disney планировала представить сериал в категориях мини-сериалов вместе с «Соколиным глазом» и «Лунным рыцарем». Клейтон Дэвис из «Variety» отметил, что раскрытие второго сезона в сцене после титров финала первого сезона и правила Академии телевизионных искусств и наук для участия сериалов в категориях для мини-сериалов не оставили студиям «другого выбора», кроме как подать заявку в категориях драмы или комедии, выбрав драму, что, по мнению Дэвиса, было «более разумным выбором».

## Документальный выпуск
В феврале 2021 года было объявлено о серии документальных выпусков «Marvel Studios: Общий сбор». Выпуск «Создание „Локи“» рассказывает о создании сезона, и в нём прияли участие Уолдрон, Херрон, Хиддлстон, Мбата-Роу, Мосаку, Уилсон, Ди Мартино, Опарей, Грант и Мейджорс. Выпуск вышел на Disney+ 21 июля 2021 года.

## Комментарии
1. ↑  Как показано в фильме «Мстители: Финал» (2019).
2. ↑  Как показано в фильме «Тор 2: Царство тьмы» (2013).
3. ↑  Как показано в фильме «Мстители: Война бесконечности» (2018).
4. ↑  Опознанного как Канг Завоеватель.[2]